# Сохал, Автар Сингх
Автар Сингх Сохал (англ. Avtar Singh Sohal, 22 марта 1938, Найроби, Британская Кения) — кенийский хоккеист (хоккей на траве), защитник, тренер.

## Биография
Автар Сингх Сохал родился 22 марта 1938 года в кенийском городе Найроби.
Учился в городской начальной школе и школе герцога Глостерского в Найроби, где и начал играть в хоккей на траве. Впоследствии выступал за «Симба Юнион» из Найроби.
В 1960 году вошёл в состав сборной Кении по хоккею на траве на Олимпийских играх в Риме, занявшей 7-е место. Играл на позиции защитника, провёл 6 матчей, забил 3 мяча (два в ворота сборной Италии, один — Великобритании).
В 1964 году вошёл в состав сборной Кении по хоккею на траве на Олимпийских играх в Токио, занявшей 6-е место. Играл на позиции защитника, провёл 8 матчей, забил 3 мяча (по одному в ворота сборных Пакистана, Новой Зеландии и Великобритании). Был капитаном команды.
В 1968 году вошёл в состав сборной Кении по хоккею на траве на Олимпийских играх в Мехико, занявшей 8-е место. Играл на позиции защитника, провёл 2 матча, мячей не забивал. Был капитаном команды.
В 1971 году был капитаном сборной Кении на первом чемпионате мира в Барселоне.
В 1972 году вошёл в состав сборной Кении по хоккею на траве на Олимпийских играх в Мюнхене, занявшей 13-е место. Играл на позиции защитника, провёл 7 матчей, забил 1 мяч в ворота сборной Аргентины. Был капитаном команды.
В 1957—1972 годах провёл за сборную Кении 167 матчей.
По окончании игровой карьеры стал тренером. Тренировал сборную Кении в 1978—1988 годах, в том числе на летних Олимпийских играх 1984 года.
Кроме того, был судьёй, в 1980 году получил международную категорию. В 1988 году судил матчи летних Олимпийских игр в Сеуле, тогда же был назначен в комитет по развитию и тренерской работе Международной федерации хоккея на траве (ФИХ).
В 2000 году награждён дипломом за заслуги ФИХ.